# Fringe tritone
fringe tritone（フリンジ・トライトーン）は日本のロックバンド。
ギターの本田毅とベースの本田聡、ボーカルの斉藤洋とドラムの斉藤篤生がそれぞれ兄弟という珍しいメンバー構成である。
2001年12月、横浜7th Avenueにて斉藤兄弟と本田兄弟が対バンしたことをきっかけに、本田兄弟から斉藤兄弟へセッションを熱望。半年後の2002年夏に実現したセッションで4人は意気投合し、2002年8月、fringe tritoneを結成し正式活動を開始する。2004年12月に初音源をリリース。以降もミニアルバム、シングルをリリース、ライブ活動を続けている。
本田毅は、氷室京介等のツアーギタリストとしても活動中。

## メンバー
- 斉藤洋（さいとうひろし）：ボーカル、ギター
- 本田毅（ほんだたけし）：ギター
- 本田聡（ほんださとし）：ベース
- 斉藤篤生（さいとうあつお）：ドラム

## ディスコグラフィー

### シングル
1. 壊れた空 / cream（2005年11月9日）
2. CALL YOUR NAME（2011年5月4日）配信限定

### アルバム
1. REALIVERB（2004年12月1日）
2. NEW DISCORDER（2005年6月8日）
3. TOMORROW（2006年7月5日）
4. THE UNDERWORLD IS MINE（2008年2月6日）
5. HERE（2010年3月24日）
6. Fringe or Tritone?（2011年8月17日）

### LIVE CD
1. BOOTLEG vol.1（2006年5月6日）
2. BOOTLEG vol.2（2006年10月1日）
3. BOOTLEG vol.3（2008年10月25日）

### DVD
1. 虹花風壊（2006年4月1日）
2. BOOTLEG DVD（2009年4月25日）
3. HERE DVD（2010年11月10日）